# Tarjeta de residencia
Una tarjeta de residencia, tarjeta de residente, carné de residente, documento de identidad de extranjero o tarjeta de identidad de extranjero es un documento público que acredita la situación legal de una persona que reside en un país, cuya nacionalidad no ostenta. Al ser un extranjero en posesión de un título de residencia, no se le expide un documento nacional de identidad, sino un documento alternativo que recoge sus datos personales, su número de identidad (o número de extranjero), tipo de título de residencia y validez, entre otros.
Actualmente, los documentos de residencia suelen expedirse en forma de documentos de identidad electrónicos, es decir, tarjetas inteligentes con fotos y mecanismos de seguridad, siendo muchas veces biométricas o con un chip de identificación. Habitualmente, estas tarjetas tienen un diseño distinto al del documento de identidad de los ciudadanos del país de acogida, y son expedidas por autoridades distintas (normalmente el ministerio u oficinas de extranjería). Sin embargo, en algunos países el diseño es el mismo, o muy similar, y la autoridad responsable es la misma (normalmente, el ministerio del interior).
El término permiso de residencia también es común en muchos países. Sin embargo, su significado puede variar entre el documento inicial (en papel o digital) expedido por la autoridad competente tras el correspondiente trámite, que da derecho a la residencia (y suele incluir por primera vez el número de identidad de extranjero), a partir del cual se puede solicitar la tarjeta del titular, mientras que otras veces este término hace referencia a la tarjeta de residencia en sí. 
Aunque la mayoría de países en la actualidad expiden documentos de residente de esta naturaleza, todavía existen países que señalan la condición de residente —incluso en el caso de residentes permanentes— en el pasaporte, sirviendo este de documento de identidad y de residencia del titular a todos los efectos. A su vez, un documento de residencia, aun expedido en forma de una tarjeta inteligente, muchas veces solo acredita la situación legal de su portador, cuya identidad a efectos oficiales (procedimientos administrativos, viajes internos, etc.) requiere además tener a mano el pasaporte (lo cual es el caso de los países de la Unión Europea). 

## Tipos de tarjeta de residencia
La mayoría de países disponen de más de una modalidad de permiso de residencia, correspondiente a la situación del titular y sus derechos. Dichas modalidades figuran en el documento de identidad, bien mediante una resumida descripción bien recibiendo un código asignado, como un número, una cifra o una combinación de caracteres. Muchas veces estas modalidades reciben el nombre de «tipo» o «categoría». 
Las tarjetas de residencia son el soporte físico de la condición del titular del permiso, por lo que en ellas debe constar su modalidad y fecha de vigencia de la misma. A veces, distintas modalidades reciben distintos modelos de tarjeta, aunque lo habitual es que sea un modelo común para todas.
Algunas categorías comunes son: 
- Residencia sin trabajo
- Residencia sin trabajo (jubilado)
- Inversor
- Trabajo por cuenta propia
- Trabajo por cuenta ajena
  - Régimen general
  - Personal calificado
  - Personal doméstico
  - Au pair
- Reagrupación familiar
- Refugiados y solicitantes de asilo
- Prácticas y «formación en el trabajo» (en inglés: On the job training)
- Trabajador transfronterizo
- Régimen comunitario (Unión Europea)

### Permiso de residencia permanente
La residencia permanente se refiere a la condición de residente de una persona en un país del que no es ciudadano. Esto es generalmente por un período indefinido; una persona con tal estatus es conocida como residente permanente. 

## Visado vs. permiso de residencia
Los visados y las tarjetas de residencia son dos documentos distintos, aunque en ambos casos puede tratarse de un documento adherido al pasaporte en forma de pegatina o sello. En principio, un visado es un documento que sirve para facilitar la entrada a un país de la persona titular del mismo, conforme la legislación local y normalmente aplicando distintos requisitos según la nacionalidad y el motivo del viaje (turismo, residencia, trabajo, etc.). En el caso de los visados que dan derecho a la residencia, habitualmente solo sirven para la entrada de la persona en el país de destino y su estancia durante un período de tiempo limitado, durante el cual debe tramitar su permiso de residencia. En otras palabras, el visado no sirve como permiso de residencia sino como un documento interino.
Sin embargo, en algunos países se trata del mismo documento, pudiendo o no solicitar un modelo alternativo (como una tarjeta del mismo). En estos casos se suele referir a dicho documento con la palabra «visado», también cuando sirve como permiso de residencia (por ejemplo, en Nueva Zelanda), o ya desde el principio como el nombre «permiso de residencia» (lo cual es el caso del Green Card).

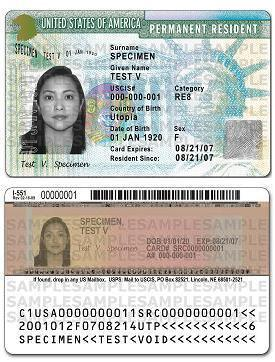
Green Card estadounidense

## Países y territorios

### Estados Unidos
La tarjeta de residencia permanente de los Estados Unidos (en inglés: permanent resident card), conocida popularmente como Green Card (o en español –aunque menos común– Tarjeta Verde), es un documento de identidad para residentes de los Estados Unidos que no posean la nacionalidad estadounidense. Por lo general, a diferencia de la mayoría de países, una vez concedida la residencia a una persona extranjera, se considera desde el principio residencia permanente, es decir que los poseedores de esta tarjeta tienen derecho a residir y trabajar en el país indefinidamente. No obstante, les puede ser retirada si se demuestra que han cometido delitos determinados.
El nombre Green Card se debe al color de un documento similar introducido a finales de la Segunda Guerra Mundial. En 1977 se adoptó el documento actual, habiendo sido impreso en varios colores. En 2006 el color de la tarjeta tornaba entre el blanco y el amarillo con una franja verde en fondo. En la tarjeta se incluye el nombre del titular y una fotografía, así como información personal.

### Unión Europea

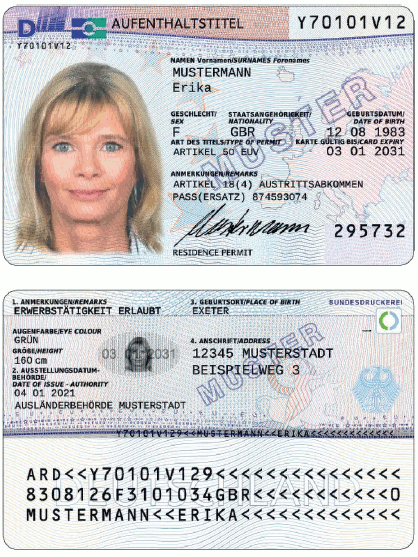
Tarjeta de residencia EU, modelo 2021, Alemania.

La tarjeta de residencia europea, conocida también como permiso de residencia o título de residencia en algunos países, es el documento de identidad que acredita la situación legal de su titular como residente de cualquiera de los Estados miembros de la Unión Europea o del espacio Schengen, cuya nacionalidad no ostenta. Como otros documentos de este tipo, la tarjeta europea recoge los datos personales, número de identidad (o de extranjero), tipo de título de residencia y su validez, entre otros.
Ya que la residencia de ciudadanos de terceros países (denominados extracomunitarios) les concede más libertad de circulación dentro del espacio Schengen y la Unión Europea, los destinatarios de la tarjeta de residencia europea a partir de 2001 son tanto residentes de países de la Unión Europea (UE) como de la Asociación Europea de Libre Comercio (AELC), que no sean ciudadanos de ninguno de estos países.

## Tarjeta de diplomático
Los diplomáticos que prestan servicio en otros países reciben otro tipo de documento de identidad, siendo concedido a cualquier miembro de la delegación que dispone de un pasaporte diplomático de su país de origen, desde personal de servicio al propio embajador. Dicho documento acredita la estancia legal del titular en el país de destino (residencia de facto) sin tener la condición de residente. En otras palabras, a efectos legales y fiscales, el portador de este documento se considera residente de su país de origen (de ahí la condición de inmunidad diplomática). Como tal, no está en posesión de un número de identidad de extranjero, siendo el carné diplomático expedido por el correspondiente ministerio de asuntos exteriores, y no por la autoridad que gestiona el área de extranjería. Alternativamente, cada carnet tiene un número de registro que se le asigna.
Puesto que este documento acredita la condición de diplomático de su portador, la cual supone determinados privilegios y condiciones, no se suele distinguir entre las nacionalidades de sus titulares, pudiendo ser en el caso de la Unión Europea, por ejemplo, ciudadanos comunitarios (que en otras circunstancias no recibirían una tarjeta de residencia).
Anteriormente, los documentos diplomáticos se expedían en su mayoría en forma de libretas, pero actualmente suelen tener el formato de una tarjeta de plástico, como otros documentos de identidad.